# موج (پل گوگن)
موج یکی از آثار هنری پل گوگن است که در سال ۱۸۸۸ کشیده شده‌است. این اثر نقاشی در سال ۱۹۶۶ توسط دیوید راکفلر بانکدار اهل ایالات متحده آمریکا خریداری شد. موج در سال ۱۹۳۴ متعلق به یک نویسندهٔ آمریکایی فرانسوی به نام آلدن بروکز بود. در ۱۹ مه ۱۹۶۶ در آکشن ساتبیز نیویورک توسط دیوید راکفلر خریداری شد.